# 力法
力法是结构力学中用于超静定结构的一种基本方法。力法的一般步骤是，将原来的超静定结构撤除多余约束，并代之以相应的多余约束力，将这些多余约束力作为基本未知量，根据结构的变形协调条件建立力法方程，解得多余约束力，再将其和荷载一起作用于原结构，根据静力平衡条件完成受力分析。